# Liste der wertvollsten Marken
Die Marktforschungsinstitute Kantar und Interbrand ermitteln jährlich die weltweit höchsten Markenwerte und stellen Listen der wertvollsten Marken der Welt zusammen. Interbrand gab erstmals im Jahre 1988 eine Liste der erfolgreichsten Marken heraus. Seit 2000 erscheint jährlich eine aktualisierte Liste der „Best Global Brands“. Millward Brown veröffentlicht seit 2006 jährlich das „BrandZ Top 100 Most Powerful Brands Ranking“.

## 2000
| Interbrand | Interbrand | Interbrand       | Interbrand             | Interbrand | Interbrand             |
| Platz      | Platz      | Marke            | Markenwert [Mrd. US-$] | Ursprung   | Veränderung in Prozent |
| ---------- | ---------- | ---------------- | ---------------------- | ---------- | ---------------------- |
|            | 01         | Coca-Cola        | 72,537                 | USA        |                        |
|            | 02         | Microsoft        | 70,196                 | USA        |                        |
|            | 03         | IBM              | 53,183                 | USA        |                        |
|            | 04         | Intel            | 39,048                 | USA        |                        |
|            | 05         | Nokia            | 38,528                 | Finnland   |                        |
|            | 06         | General Electric | 38,127                 | USA        |                        |
|            | 07         | Ford             | 36,368                 | USA        |                        |
|            | 08         | Disney           | 33,553                 | USA        |                        |
|            | 09         | McDonald’s       | 27,859                 | USA        |                        |
|            | 10         | AT&T             | 25,548                 | USA        |                        |

## 2001
| Interbrand | Interbrand | Interbrand       | Interbrand             | Interbrand | Interbrand             |
| Platz      | Platz      | Marke            | Markenwert [Mrd. US-$] | Ursprung   | Veränderung in Prozent |
| ---------- | ---------- | ---------------- | ---------------------- | ---------- | ---------------------- |
|            | 01         | Coca-Cola        | 68,945                 | USA        | −05                    |
|            | 02         | Microsoft        | 65,068                 | USA        | −07                    |
|            | 03         | IBM              | 52,752                 | USA        | −01                    |
|            | 04         | General Electric | 42,396                 | USA        | +11                    |
|            | 05         | Nokia            | 35,035                 | Finnland   | −09                    |
|            | 06         | Intel            | 34,665                 | USA        | −11                    |
|            | 07         | Disney           | 32,591                 | USA        | −03                    |
|            | 08         | Ford             | 30,092                 | USA        | −17                    |
|            | 09         | McDonald’s       | 25,289                 | USA        | −09                    |
|            | 10         | AT&T             | 22,828                 | USA        | −11                    |

## 2002
| Interbrand | Interbrand | Interbrand       | Interbrand             | Interbrand  | Interbrand             |
| Platz      | Platz      | Marke            | Markenwert [Mrd. US-$] | Ursprung    | Veränderung in Prozent |
| ---------- | ---------- | ---------------- | ---------------------- | ----------- | ---------------------- |
|            | 01         | Coca-Cola        | 69,637                 | USA         | +01                    |
|            | 02         | Microsoft        | 64,091                 | USA         | −02                    |
|            | 03         | IBM              | 51,188                 | USA         | −03                    |
|            | 04         | General Electric | 41,311                 | USA         | −03                    |
|            | 05         | Intel            | 30,861                 | USA         | −11                    |
|            | 06         | Nokia            | 29,970                 | Finnland    | −14                    |
|            | 07         | Disney           | 29,256                 | USA         | −10                    |
|            | 08         | McDonald’s       | 26,375                 | USA         | +04                    |
|            | 09         | Marlboro         | 24,151                 | USA         | +10                    |
|            | 10         | Mercedes-Benz    | 21,010                 | Deutschland | −03                    |

## 2003
| Interbrand | Interbrand | Interbrand       | Interbrand             | Interbrand  | Interbrand             |
| Platz      | Platz      | Marke            | Markenwert [Mrd. US-$] | Ursprung    | Veränderung in Prozent |
| ---------- | ---------- | ---------------- | ---------------------- | ----------- | ---------------------- |
|            | 01         | Coca-Cola        | 70,453                 | USA         | +01                    |
|            | 02         | Microsoft        | 65,174                 | USA         | +02                    |
|            | 03         | IBM              | 51,767                 | USA         | +01                    |
|            | 04         | General Electric | 42,340                 | USA         | +02                    |
|            | 05         | Intel            | 31,112                 | USA         | +01                    |
|            | 06         | Nokia            | 29,440                 | Finnland    | −02                    |
|            | 07         | Disney           | 28,036                 | USA         | −04                    |
|            | 08         | McDonald’s       | 24,699                 | USA         | −06                    |
|            | 09         | Marlboro         | 22,183                 | USA         | −08                    |
|            | 10         | Mercedes-Benz    | 21,371                 | Deutschland | +02                    |

## 2004
| Interbrand | Interbrand | Interbrand       | Interbrand             | Interbrand | Interbrand             |
| Platz      | Platz      | Marke            | Markenwert [Mrd. US-$] | Ursprung   | Veränderung in Prozent |
| ---------- | ---------- | ---------------- | ---------------------- | ---------- | ---------------------- |
|            | 01         | Coca-Cola        | 67,394                 | USA        | −04                    |
|            | 02         | Microsoft        | 61,372                 | USA        | −06                    |
|            | 03         | IBM              | 53,791                 | USA        | +04                    |
|            | 04         | General Electric | 44,111                 | USA        | +04                    |
|            | 05         | Intel            | 33,499                 | USA        | +08                    |
|            | 06         | Disney           | 27,113                 | USA        | −03                    |
|            | 07         | McDonald’s       | 25,001                 | USA        | +01                    |
|            | 08         | Nokia            | 24,041                 | Finnland   | −18                    |
|            | 09         | Toyota           | 22,673                 | Japan      | +09                    |
|            | 10         | Marlboro         | 22,128                 | USA        | ±0                     |

## 2005
| Interbrand | Interbrand | Interbrand       | Interbrand             | Interbrand | Interbrand             |
| Platz      | Platz      | Marke            | Markenwert [Mrd. US-$] | Ursprung   | Veränderung in Prozent |
| ---------- | ---------- | ---------------- | ---------------------- | ---------- | ---------------------- |
|            | 01         | Coca-Cola        | 67,525                 | USA        | ±0                     |
|            | 02         | Microsoft        | 59,941                 | USA        | −02                    |
|            | 03         | IBM              | 53,376                 | USA        | −01                    |
|            | 04         | General Electric | 46,996                 | USA        | +07                    |
|            | 05         | Intel            | 35,588                 | USA        | +06                    |
|            | 06         | Nokia            | 26,452                 | Finnland   | +10                    |
|            | 07         | Disney           | 26,441                 | USA        | −02                    |
|            | 08         | McDonald’s       | 26,014                 | USA        | +04                    |
|            | 09         | Toyota           | 24,837                 | Japan      | +10                    |
|            | 10         | Marlboro         | 21,189                 | USA        | −04                    |

## 2006
| Interbrand | Interbrand | Interbrand       | Interbrand             | Interbrand  | Interbrand             |
| Platz      | Platz      | Marke            | Markenwert [Mrd. US-$] | Ursprung    | Veränderung in Prozent |
| ---------- | ---------- | ---------------- | ---------------------- | ----------- | ---------------------- |
|            | 01         | Coca-Cola        | 67,000                 | USA         | −01                    |
|            | 02         | Microsoft        | 56,926                 | USA         | −05                    |
|            | 03         | IBM              | 56,201                 | USA         | +05                    |
|            | 04         | General Electric | 48,907                 | USA         | +04                    |
|            | 05         | Intel            | 32,319                 | USA         | −09                    |
|            | 06         | Nokia            | 30,131                 | Finnland    | +14                    |
|            | 07         | Toyota           | 27,941                 | Japan       | +12                    |
|            | 08         | Disney           | 27,848                 | USA         | +05                    |
|            | 09         | McDonald’s       | 27,501                 | USA         | +06                    |
|            | 10         | Mercedes-Benz    | 21,795                 | Deutschland | +09                    |

| Kantar | Kantar | Kantar           | Kantar                 | Kantar   | Kantar                 |
| Platz  | Platz  | Marke            | Markenwert [Mrd. US-$] | Ursprung | Veränderung in Prozent |
| ------ | ------ | ---------------- | ---------------------- | -------- | ---------------------- |
|        | 01     | Microsoft        | 62,039                 | USA      |                        |
|        | 02     | General Electric | 55,834                 | USA      |                        |
|        | 03     | Coca-Cola        | 41,406                 | USA      |                        |
|        | 04     | China Mobile     | 39,168                 | China    |                        |
|        | 05     | Marlboro         | 38,510                 | USA      |                        |
|        | 06     | Wal-Mart         | 37,567                 | USA      |                        |
|        | 07     | Google           | 37,445                 | USA      |                        |
|        | 08     | IBM              | 36,084                 | USA      |                        |
|        | 09     | Citibank         | 31,028                 | USA      |                        |
|        | 10     | Toyota           | 30,201                 | Japan    |                        |

## 2007
| Interbrand | Interbrand | Interbrand       | Interbrand             | Interbrand  | Interbrand             |
| Platz      | Platz      | Marke            | Markenwert [Mrd. US-$] | Ursprung    | Veränderung in Prozent |
| ---------- | ---------- | ---------------- | ---------------------- | ----------- | ---------------------- |
|            | 01         | Coca-Cola        | 65,324                 | USA         | −03                    |
|            | 02         | Microsoft        | 58,709                 | USA         | +03                    |
|            | 03         | IBM              | 57,090                 | USA         | +02                    |
|            | 04         | General Electric | 51,569                 | USA         | +05                    |
|            | 05         | Nokia            | 33,696                 | Finnland    | +12                    |
|            | 06         | Toyota           | 32,070                 | Japan       | +15                    |
|            | 07         | Intel            | 30,954                 | USA         | −04                    |
|            | 08         | McDonald’s       | 29,398                 | USA         | +07                    |
|            | 09         | Disney           | 29,210                 | USA         | +05                    |
|            | 10         | Mercedes-Benz    | 23,568                 | Deutschland | +08                    |

| Kantar | Kantar | Kantar           | Kantar                 | Kantar   | Kantar                 |
| Platz  | Platz  | Marke            | Markenwert [Mrd. US-$] | Ursprung | Veränderung in Prozent |
| ------ | ------ | ---------------- | ---------------------- | -------- | ---------------------- |
|        | 01     | Google           | 66,434                 | USA      | +77                    |
|        | 02     | General Electric | 61,880                 | USA      | +11                    |
|        | 03     | Microsoft        | 54,951                 | USA      | −11                    |
|        | 04     | Coca-Cola        | 44,134                 | USA      | +07                    |
|        | 05     | China Mobile     | 41,214                 | China    | +05                    |
|        | 06     | Marlboro         | 39,166                 | USA      | +02                    |
|        | 07     | Wal-Mart         | 36,880                 | USA      | −02                    |
|        | 08     | Citigroup        | 33,706                 | USA      | +09                    |
|        | 09     | IBM              | 33,572                 | USA      | −07                    |
|        | 10     | Toyota           | 33,427                 | Japan    | +11                    |

## 2008
| Interbrand | Interbrand | Interbrand       | Interbrand             | Interbrand | Interbrand             |
| Platz      | Platz      | Marke            | Markenwert [Mrd. US-$] | Ursprung   | Veränderung in Prozent |
| ---------- | ---------- | ---------------- | ---------------------- | ---------- | ---------------------- |
|            | 01         | Coca-Cola        | 66,667                 | USA        | +02                    |
|            | 02         | IBM              | 59,031                 | USA        | +03                    |
|            | 03         | Microsoft        | 59,007                 | USA        | +01                    |
|            | 04         | General Electric | 53,086                 | USA        | +03                    |
|            | 05         | Nokia            | 35,942                 | Finnland   | +07                    |
|            | 06         | Toyota           | 34,050                 | Japan      | +06                    |
|            | 07         | Intel            | 31,261                 | USA        | +01                    |
|            | 08         | McDonald’s       | 31,049                 | USA        | +06                    |
|            | 09         | Disney           | 29,251                 | USA        | ±0                     |
|            | 10         | Google           | 25,590                 | USA        | +43                    |

| Kantar | Kantar | Kantar           | Kantar                 | Kantar   | Kantar                 |
| Platz  | Platz  | Marke            | Markenwert [Mrd. US-$] | Ursprung | Veränderung in Prozent |
| ------ | ------ | ---------------- | ---------------------- | -------- | ---------------------- |
|        | 01     | Google           | 86,057                 | USA      | +30                    |
|        | 02     | General Electric | 71,379                 | USA      | +15                    |
|        | 03     | Microsoft        | 70,887                 | USA      | +29                    |
|        | 04     | Coca-Cola        | 58,208                 | USA      | +17                    |
|        | 05     | China Mobile     | 57,225                 | China    | +39                    |
|        | 06     | IBM              | 55,335                 | USA      | +65                    |
|        | 07     | Apple            | 55,206                 | USA      | +1230                  |
|        | 08     | McDonald’s       | 49,499                 | USA      | +49                    |
|        | 09     | Nokia            | 43,975                 | Finnland | +39                    |
|        | 10     | Marlboro         | 37,324                 | USA      | −05                    |

## 2009
| Interbrand | Interbrand | Interbrand       | Interbrand             | Interbrand | Interbrand             |
| Platz      | Platz      | Marke            | Markenwert [Mrd. US-$] | Ursprung   | Veränderung in Prozent |
| ---------- | ---------- | ---------------- | ---------------------- | ---------- | ---------------------- |
|            | 01         | Coca-Cola        | 68,734                 | USA        | +03                    |
|            | 02         | IBM              | 60,211                 | USA        | +02                    |
|            | 03         | Microsoft        | 56,647                 | USA        | −04                    |
|            | 04         | General Electric | 47,777                 | USA        | −10                    |
|            | 05         | Nokia            | 34,864                 | Finnland   | −03                    |
|            | 06         | McDonald’s       | 32,275                 | USA        | +04                    |
|            | 07         | Google           | 31,980                 | USA        | +25                    |
|            | 08         | Toyota           | 31,330                 | Japan      | −08                    |
|            | 09         | Intel            | 30,636                 | USA        | −02                    |
|            | 10         | Disney           | 28,447                 | USA        | −03                    |

| Kantar | Kantar | Kantar           | Kantar                 | Kantar   | Kantar                 |
| Platz  | Platz  | Marke            | Markenwert [Mrd. US-$] | Ursprung | Veränderung in Prozent |
| ------ | ------ | ---------------- | ---------------------- | -------- | ---------------------- |
|        | 01     | Google           | 100,039                | USA      | +16                    |
|        | 02     | Microsoft        | 076,249                | USA      | +08                    |
|        | 03     | Coca-Cola        | 067,626                | USA      | +16                    |
|        | 04     | IBM              | 066,622                | USA      | +20                    |
|        | 05     | McDonald’s       | 066,575                | USA      | +34                    |
|        | 06     | Apple            | 063,113                | USA      | +14                    |
|        | 07     | China Mobile     | 061,283                | China    | +07                    |
|        | 08     | General Electric | 059,793                | USA      | −16                    |
|        | 09     | Vodafone         | 053,727                | UK       | +45                    |
|        | 10     | Marlboro         | 049,460                | USA      | +33                    |

## 2010
| Interbrand | Interbrand | Interbrand       | Interbrand             | Interbrand | Interbrand             |
| Platz      | Platz      | Marke            | Markenwert [Mrd. US-$] | Ursprung   | Veränderung in Prozent |
| ---------- | ---------- | ---------------- | ---------------------- | ---------- | ---------------------- |
|            | 01         | Coca-Cola        | 70,452                 | USA        | +02                    |
|            | 02         | IBM              | 64,727                 | USA        | +07                    |
|            | 03         | Microsoft        | 60,895                 | USA        | +07                    |
|            | 04         | Google           | 43,557                 | USA        | +36                    |
|            | 05         | General Electric | 42,808                 | USA        | −10                    |
|            | 06         | McDonald’s       | 33,578                 | USA        | +04                    |
|            | 07         | Intel            | 32,015                 | USA        | +04                    |
|            | 08         | Nokia            | 29,495                 | Finnland   | −15                    |
|            | 09         | Disney           | 28,731                 | USA        | +01                    |
|            | 10         | Hewlett-Packard  | 26,867                 | USA        | +12                    |

| Kantar | Kantar | Kantar           | Kantar                 | Kantar   | Kantar                 |
| Platz  | Platz  | Marke            | Markenwert [Mrd. US-$] | Ursprung | Veränderung in Prozent |
| ------ | ------ | ---------------- | ---------------------- | -------- | ---------------------- |
|        | 01     | Google           | 114,260                | USA      | +14                    |
|        | 02     | IBM              | 086,383                | USA      | +30                    |
|        | 03     | Apple            | 083,153                | USA      | +32                    |
|        | 04     | Microsoft        | 076,344                | USA      | ±0                     |
|        | 05     | Coca-Cola        | 067,983                | USA      | +01                    |
|        | 06     | McDonald’s       | 066,005                | USA      | −01                    |
|        | 07     | Marlboro         | 057,045                | USA      | +15                    |
|        | 08     | China Mobile     | 052,616                | China    | −14                    |
|        | 09     | General Electric | 045,054                | USA      | −25                    |
|        | 10     | Vodafone         | 044,404                | UK       | −17                    |

## 2011
| Interbrand | Interbrand | Interbrand       | Interbrand             | Interbrand | Interbrand             |
| Platz      | Platz      | Marke            | Markenwert [Mrd. US-$] | Ursprung   | Veränderung in Prozent |
| ---------- | ---------- | ---------------- | ---------------------- | ---------- | ---------------------- |
|            | 01         | Coca-Cola        | 71,861                 | USA        | +02                    |
|            | 02         | IBM              | 69,905                 | USA        | +08                    |
|            | 03         | Microsoft        | 59,087                 | USA        | −03                    |
|            | 04         | Google           | 55,317                 | USA        | +27                    |
|            | 05         | General Electric | 42,808                 | USA        | ±0                     |
|            | 06         | McDonald’s       | 35,593                 | USA        | +06                    |
|            | 07         | Intel            | 35,217                 | USA        | +10                    |
|            | 08         | Apple            | 33,492                 | USA        | +58                    |
|            | 09         | Disney           | 29,018                 | USA        | +01                    |
|            | 10         | Hewlett-Packard  | 28,479                 | USA        | +06                    |

| Kantar | Kantar | Kantar           | Kantar                 | Kantar   | Kantar                 |
| Platz  | Platz  | Marke            | Markenwert [Mrd. US-$] | Ursprung | Veränderung in Prozent |
| ------ | ------ | ---------------- | ---------------------- | -------- | ---------------------- |
|        | 01     | Apple            | 153,285                | USA      | +84                    |
|        | 02     | Google           | 111,498                | USA      | −02                    |
|        | 03     | IBM              | 100,849                | USA      | +17                    |
|        | 04     | McDonald’s       | 081,016                | USA      | +23                    |
|        | 05     | Microsoft        | 078,243                | USA      | +02                    |
|        | 06     | Coca-Cola        | 073,752                | USA      | +08                    |
|        | 07     | AT&T             | 069,916                | USA      | +195                   |
|        | 08     | Marlboro         | 067,522                | USA      | +18                    |
|        | 09     | China Mobile     | 057,326                | China    | +09                    |
|        | 10     | General Electric | 050,318                | USA      | +12                    |

## 2012
| Interbrand | Interbrand | Interbrand       | Interbrand             | Interbrand | Interbrand             |
| Platz      | Platz      | Marke            | Markenwert [Mrd. US-$] | Ursprung   | Veränderung in Prozent |
| ---------- | ---------- | ---------------- | ---------------------- | ---------- | ---------------------- |
|            | 01         | Coca-Cola        | 77,839                 | USA        | +08                    |
|            | 02         | Apple            | 76,568                 | USA        | +1290                  |
|            | 03         | IBM              | 75,532                 | USA        | +08                    |
|            | 04         | Google           | 69,726                 | USA        | +26                    |
|            | 05         | Microsoft        | 57,853                 | USA        | −02                    |
|            | 06         | General Electric | 43,682                 | USA        | +02                    |
|            | 07         | McDonald’s       | 40,062                 | USA        | +13                    |
|            | 08         | Intel            | 39,385                 | USA        | +12                    |
|            | 09         | Samsung          | 32,893                 | Südkorea   | +40                    |
|            | 10         | Toyota           | 30,280                 | Japan      | +09                    |

| Kantar | Kantar | Kantar       | Kantar                 | Kantar   | Kantar                 |
| Platz  | Platz  | Marke        | Markenwert [Mrd. US-$] | Ursprung | Veränderung in Prozent |
| ------ | ------ | ------------ | ---------------------- | -------- | ---------------------- |
|        | 01     | Apple        | 182,951                | USA      | +19                    |
|        | 02     | IBM          | 115,985                | USA      | +15                    |
|        | 03     | Google       | 107,857                | USA      | −03                    |
|        | 04     | McDonald’s   | 095,188                | USA      | +17                    |
|        | 05     | Microsoft    | 076,651                | USA      | −02                    |
|        | 06     | Coca-Cola    | 074,286                | USA      | +01                    |
|        | 07     | Marlboro     | 073,612                | USA      | +09                    |
|        | 08     | AT&T         | 068,870                | USA      | −01                    |
|        | 09     | Verizon      | 049,151                | USA      | +15                    |
|        | 10     | China Mobile | 047,041                | China    | −18                    |

## 2013
| Interbrand | Interbrand | Interbrand       | Interbrand             | Interbrand | Interbrand             |
| Platz      | Platz      | Marke            | Markenwert [Mrd. US-$] | Ursprung   | Veränderung in Prozent |
| ---------- | ---------- | ---------------- | ---------------------- | ---------- | ---------------------- |
|            | 01         | Apple            | 98,316                 | USA        | +28                    |
|            | 02         | Google           | 93,291                 | USA        | +34                    |
|            | 03         | Coca-Cola        | 79,213                 | USA        | +02                    |
|            | 04         | IBM              | 78,808                 | USA        | +04                    |
|            | 05         | Microsoft        | 59,546                 | USA        | +03                    |
|            | 06         | General Electric | 46,947                 | USA        | +07                    |
|            | 07         | McDonald’s       | 41,992                 | USA        | +05                    |
|            | 08         | Samsung          | 39,610                 | Südkorea   | +20                    |
|            | 09         | Intel            | 37,257                 | USA        | −05                    |
|            | 10         | Toyota           | 35,346                 | Japan      | +17                    |

| Kantar | Kantar | Kantar       | Kantar                 | Kantar   | Kantar                 |
| Platz  | Platz  | Marke        | Markenwert [Mrd. US-$] | Ursprung | Veränderung in Prozent |
| ------ | ------ | ------------ | ---------------------- | -------- | ---------------------- |
|        | 01     | Apple        | 185,071                | USA      | +01                    |
|        | 02     | Google       | 113,669                | USA      | +05                    |
|        | 03     | IBM          | 112,536                | USA      | −03                    |
|        | 04     | McDonald’s   | 090,256                | USA      | −05                    |
|        | 05     | Coca-Cola    | 078,415                | USA      | +06                    |
|        | 06     | AT&T         | 075,507                | USA      | +10                    |
|        | 07     | Microsoft    | 069,814                | USA      | −09                    |
|        | 08     | Marlboro     | 069,383                | USA      | −06                    |
|        | 09     | Visa         | 056,060                | USA      | +46                    |
|        | 10     | China Mobile | 055,368                | China    | +18                    |

## 2014
| Interbrand | Interbrand | Interbrand       | Interbrand             | Interbrand  | Interbrand             |
| Platz      | Platz      | Marke            | Markenwert [Mrd. US-$] | Ursprung    | Veränderung in Prozent |
| ---------- | ---------- | ---------------- | ---------------------- | ----------- | ---------------------- |
|            | 01         | Apple            | 118,863                | USA         | +21                    |
|            | 02         | Google           | 107,439                | USA         | +15                    |
|            | 03         | Coca-Cola        | 81,563                 | USA         | +03                    |
|            | 04         | IBM              | 72,244                 | USA         | −08                    |
|            | 05         | Microsoft        | 61,154                 | USA         | +03                    |
|            | 06         | General Electric | 45,480                 | USA         | −03                    |
|            | 07         | Samsung          | 45,462                 | Südkorea    | +15                    |
|            | 08         | Toyota           | 42,392                 | Japan       | +20                    |
|            | 09         | McDonald’s       | 42,254                 | USA         | +01                    |
|            | 10         | Mercedes-Benz    | 34,338                 | Deutschland | +08                    |

| Kantar | Kantar | Kantar     | Kantar                 | Kantar   | Kantar                 |
| Platz  | Platz  | Marke      | Markenwert [Mrd. US-$] | Ursprung | Veränderung in Prozent |
| ------ | ------ | ---------- | ---------------------- | -------- | ---------------------- |
|        | 01     | Google     | 158,843                | USA      | +40                    |
|        | 02     | Apple      | 147,880                | USA      | −20                    |
|        | 03     | IBM        | 107,541                | USA      | −04                    |
|        | 04     | Microsoft  | 090,185                | USA      | +29                    |
|        | 05     | McDonald’s | 085,706                | USA      | −05                    |
|        | 06     | Coca-Cola  | 080,683                | USA      | +03                    |
|        | 07     | Visa       | 079,197                | USA      | +41                    |
|        | 08     | AT&T       | 077,883                | USA      | +03                    |
|        | 09     | Marlboro   | 067,341                | USA      | −03                    |
|        | 10     | Amazon     | 064,255                | USA      | +41                    |

## 2015
| Interbrand | Interbrand | Interbrand       | Interbrand             | Interbrand | Interbrand             |
| Platz      | Platz      | Marke            | Markenwert [Mrd. US-$] | Ursprung   | Veränderung in Prozent |
| ---------- | ---------- | ---------------- | ---------------------- | ---------- | ---------------------- |
|            | 01         | Apple            | 170,276                | USA        | +43                    |
|            | 02         | Google           | 120,314                | USA        | +12                    |
|            | 03         | Coca-Cola        | 078,423                | USA        | −04                    |
|            | 04         | Microsoft        | 067,670                | USA        | +11                    |
|            | 05         | IBM              | 065,095                | USA        | −10                    |
|            | 06         | Toyota           | 049,048                | Japan      | +16                    |
|            | 07         | Samsung          | 045,297                | Südkorea   | −0                     |
|            | 08         | General Electric | 042,267                | USA        | −07                    |
|            | 09         | McDonald’s       | 039,809                | USA        | −06                    |
|            | 10         | Amazon           | 037,948                | USA        | +29                    |

| Kantar | Kantar | Kantar     | Kantar                 | Kantar   | Kantar                 |
| Platz  | Platz  | Marke      | Markenwert [Mrd. US-$] | Ursprung | Veränderung in Prozent |
| ------ | ------ | ---------- | ---------------------- | -------- | ---------------------- |
|        | 01     | Apple      | 246,992                | USA      | +67                    |
|        | 02     | Google     | 173,652                | USA      | +09                    |
|        | 03     | Microsoft  | 115,500                | USA      | +28                    |
|        | 04     | IBM        | 093,987                | USA      | −13                    |
|        | 05     | Visa       | 091,962                | USA      | +16                    |
|        | 06     | AT&T       | 089,492                | USA      | +15                    |
|        | 07     | Verizon    | 086,009                | USA      | +36                    |
|        | 08     | Coca-Cola  | 083,841                | USA      | +04                    |
|        | 09     | McDonald’s | 081,162                | USA      | −05                    |
|        | 10     | Marlboro   | 080,352                | USA      | +19                    |

## 2016
| Interbrand | Interbrand | Interbrand       | Interbrand             | Interbrand  | Interbrand             |
| Platz      | Platz      | Marke            | Markenwert [Mrd. US-$] | Ursprung    | Veränderung in Prozent |
| ---------- | ---------- | ---------------- | ---------------------- | ----------- | ---------------------- |
|            | 01         | Apple            | 178,119                | USA         | +05                    |
|            | 02         | Google           | 133,252                | USA         | +11                    |
|            | 03         | Coca-Cola        | 073,102                | USA         | −07                    |
|            | 04         | Microsoft        | 072,795                | USA         | +08                    |
|            | 05         | Toyota           | 053,580                | Japan       | +09                    |
|            | 06         | IBM              | 052,500                | USA         | −19                    |
|            | 07         | Samsung          | 051,808                | Südkorea    | +14                    |
|            | 08         | Amazon           | 050,338                | USA         | +33                    |
|            | 09         | Mercedes-Benz    | 043,490                | Deutschland | +18                    |
|            | 10         | General Electric | 043,130                | USA         | +02                    |

| Kantar | Kantar | Kantar     | Kantar                 | Kantar   | Kantar                 |
| Platz  | Platz  | Marke      | Markenwert [Mrd. US-$] | Ursprung | Veränderung in Prozent |
| ------ | ------ | ---------- | ---------------------- | -------- | ---------------------- |
|        | 01     | Google     | 229,198                | USA      | +32                    |
|        | 02     | Apple      | 228,460                | USA      | −08                    |
|        | 03     | Microsoft  | 121,824                | USA      | +05                    |
|        | 04     | AT&T       | 107,387                | USA      | +20                    |
|        | 05     | Facebook   | 102,551                | USA      | +44                    |
|        | 06     | Visa       | 100,800                | USA      | +10                    |
|        | 07     | Amazon     | 098,988                | USA      | +59                    |
|        | 08     | Verizon    | 093,220                | USA      | +08                    |
|        | 09     | McDonald’s | 088,654                | USA      | +09                    |
|        | 10     | IBM        | 086,206                | USA      | −08                    |

## 2017
| Interbrand | Interbrand | Interbrand    | Interbrand             | Interbrand  | Interbrand             |
| Platz      | Platz      | Marke         | Markenwert [Mrd. US-$] | Ursprung    | Veränderung in Prozent |
| ---------- | ---------- | ------------- | ---------------------- | ----------- | ---------------------- |
|            | 01         | Apple         | 184,154                | USA         | +03                    |
|            | 02         | Google        | 141,703                | USA         | +06                    |
|            | 03         | Microsoft     | 079,999                | USA         | +10                    |
|            | 04         | Coca-Cola     | 069,733                | USA         | −05                    |
|            | 05         | Amazon        | 064,796                | USA         | +29                    |
|            | 06         | Samsung       | 056,249                | Südkorea    | +09                    |
|            | 07         | Toyota        | 050,291                | Japan       | −06                    |
|            | 8          | Facebook      | 048,118                | USA         | +48                    |
|            | 09         | Mercedes-Benz | 047,829                | Deutschland | +10                    |
|            | 10         | IBM           | 046,829                | USA         | −11                    |

| Kantar | Kantar | Kantar     | Kantar                 | Kantar   | Kantar                 |
| Platz  | Platz  | Marke      | Markenwert [Mrd. US-$] | Ursprung | Veränderung in Prozent |
| ------ | ------ | ---------- | ---------------------- | -------- | ---------------------- |
|        | 01     | Google     | 245,581                | USA      | +07                    |
|        | 02     | Apple      | 234,671                | USA      | +03                    |
|        | 03     | Microsoft  | 143,222                | USA      | +18                    |
|        | 04     | Amazon     | 139,286                | USA      | +41                    |
|        | 05     | Facebook   | 129,800                | USA      | +27                    |
|        | 06     | AT&T       | 115,112                | USA      | +07                    |
|        | 07     | Visa       | 110,999                | USA      | +10                    |
|        | 08     | Tencent    | 108,292                | China    | +27                    |
|        | 09     | IBM        | 102,088                | USA      | +18                    |
|        | 10     | McDonald’s | 097,723                | USA      | +10                    |

## 2018
| Interbrand | Interbrand | Interbrand    | Interbrand             | Interbrand  | Interbrand             |
| Platz      | Platz      | Marke         | Markenwert [Mrd. US-$] | Ursprung    | Veränderung in Prozent |
| ---------- | ---------- | ------------- | ---------------------- | ----------- | ---------------------- |
|            | 01         | Apple         | 214,480                | USA         | +016                   |
|            | 02         | Google        | 155,506                | USA         | +010                   |
|            | 03         | Amazon        | 100,764                | USA         | +056                   |
|            | 04         | Microsoft     | 092,715                | USA         | +016                   |
|            | 05         | Coca-Cola     | 066,341                | USA         | −05                    |
|            | 06         | Samsung       | 059,890                | Südkorea    | +06                    |
|            | 07         | Toyota        | 053,404                | Japan       | +06                    |
|            | 08         | Mercedes-Benz | 048,601                | Deutschland | +02                    |
|            | 09         | Facebook      | 045,168                | USA         | −06                    |
|            | 10         | McDonald’s    | 043,417                | USA         | +05                    |

| Kantar | Kantar | Kantar     | Kantar                 | Kantar   | Kantar                 |
| Platz  | Platz  | Marke      | Markenwert [Mrd. US-$] | Ursprung | Veränderung in Prozent |
| ------ | ------ | ---------- | ---------------------- | -------- | ---------------------- |
|        | 01     | Google     | 302,063                | USA      | +23                    |
|        | 02     | Apple      | 300,595                | USA      | +28                    |
|        | 03     | Amazon     | 207,594                | USA      | +49                    |
|        | 04     | Microsoft  | 200,987                | USA      | +40                    |
|        | 05     | Tencent    | 178,990                | China    | +65                    |
|        | 06     | Facebook   | 162,106                | USA      | +25                    |
|        | 07     | Visa       | 145,611                | USA      | +31                    |
|        | 08     | McDonald’s | 126,044                | USA      | +29                    |
|        | 09     | Alibaba    | 113,401                | China    | +92                    |
|        | 10     | AT&T       | 106,698                | USA      | −07                    |

## 2020
| Interbrand | Interbrand | Interbrand    | Interbrand             | Interbrand  | Interbrand             |
| Platz      | Platz      | Marke         | Markenwert [Mrd. US-$] | Ursprung    | Veränderung in Prozent |
| ---------- | ---------- | ------------- | ---------------------- | ----------- | ---------------------- |
|            | 01         | Apple         | 322,999                | USA         | +038                   |
|            | 02         | Amazon        | 200,667                | USA         | +060                   |
|            | 03         | Microsoft     | 166,001                | USA         | +053                   |
|            | 04         | Google        | 165,444                | USA         | −01                    |
|            | 05         | Samsung       | 62,289                 | Südkorea    | +02                    |
|            | 06         | Coca-Cola     | 56,894                 | USA         | −010                   |
|            | 07         | Toyota        | 51,595                 | Japan       | −08                    |
|            | 08         | Mercedes-Benz | 49,268                 | Deutschland | −03                    |
|            | 09         | McDonald’s    | 42,816                 | USA         | −06                    |
|            | 10         | Facebook      | 40,773                 | USA         | −08                    |

| Kantar | Kantar | Kantar     | Kantar                 | Kantar   | Kantar                 |
| Platz  | Platz  | Marke      | Markenwert [Mrd. US-$] | Ursprung | Veränderung in Prozent |
| ------ | ------ | ---------- | ---------------------- | -------- | ---------------------- |
|        | 01     | Amazon     | 415,855                | USA      | +32                    |
|        | 02     | Apple      | 352,206                | USA      | +14                    |
|        | 03     | Microsoft  | 326,544                | USA      | +30                    |
|        | 04     | Google     | 323,601                | USA      | +5                     |
|        | 05     | Visa       | 186,809                | USA      | +5                     |
|        | 06     | Alibaba    | 152,525                | China    | +16                    |
|        | 07     | Tencent    | 150,978                | China    | +15                    |
|        | 08     | Facebook   | 147,190                | USA      | −07                    |
|        | 09     | McDonald’s | 129,321                | USA      | −01                    |
|        | 10     | Mastercard | 108,129                | USA      | +18                    |

## 2021
| Interbrand | Interbrand | Interbrand    | Interbrand             | Interbrand  | Interbrand             |
| Platz      | Platz      | Marke         | Markenwert [Mrd. US-$] | Ursprung    | Veränderung in Prozent |
| ---------- | ---------- | ------------- | ---------------------- | ----------- | ---------------------- |
|            | 01         | Apple         | 408,251                | USA         | +025                   |
|            | 02         | Amazon        | 249,249                | USA         | +024                   |
|            | 03         | Microsoft     | 210,191                | USA         | +027                   |
|            | 04         | Google        | 196,811                | USA         | +019                   |
|            | 05         | Samsung       | 74,635                 | Südkorea    | +020                   |
|            | 06         | Coca-Cola     | 57,488                 | USA         | +01                    |
|            | 07         | Toyota        | 54,107                 | Japan       | +05                    |
|            | 08         | Mercedes-Benz | 50,866                 | Deutschland | +03                    |
|            | 09         | McDonald’s    | 45,865                 | USA         | +07                    |
|            | 10         | Facebook      | 44,183                 | USA         | +09                    |

| Kantar | Kantar | Kantar     | Kantar                 | Kantar   | Kantar                 |
| Platz  | Platz  | Marke      | Markenwert [Mrd. US-$] | Ursprung | Veränderung in Prozent |
| ------ | ------ | ---------- | ---------------------- | -------- | ---------------------- |
|        | 01     | Amazon     | 683,852                | USA      | +64                    |
|        | 02     | Apple      | 611,997                | USA      | +74                    |
|        | 03     | Google     | 457,998                | USA      | +42                    |
|        | 04     | Microsoft  | 410,271                | USA      | +26                    |
|        | 05     | Tencent    | 240,931                | China    | +60                    |
|        | 06     | Facebook   | 226,744                | USA      | +54                    |
|        | 07     | Alibaba    | 196,912                | China    | +29                    |
|        | 08     | Visa       | 191,285                | USA      | +2                     |
|        | 09     | McDonald’s | 154,921                | USA      | +20                    |
|        | 10     | Mastercard | 112,876                | USA      | +4                     |